# McLeansboro (Illinois)
McLeansboro – miasto w Stanach Zjednoczonych, w stanie Illinois, siedziba administracyjna hrabstwa Hamilton.